# Jean-Henri Dupin
Jean-Henri Dupin (* 1. September 1791 in Paris; † 5. April 1887 ebenda) war ein französischer Bühnenautor und Librettist. 
Dupin schrieb über 500 Stücke, davon eine nicht unerhebliche Zahl in Zusammenarbeit mit Eugène Scribe und Antoine-François Varner, was ihn zu einem der wichtigsten und eifrigsten Librettisten des 19. Jahrhunderts werden ließ.

## Werke (Auszug)
| - Les Six pantoufles, ou Le Rendez-vous des Cendrillons - Le Solliciteur, ou l’Art d’obtenir des places - La Villageoise somnambule, ou Les Deux fiancés - La lingere du Marais, ou, La nouvelle Manon Lescaut - L’Affaire de la Rue Quincampoire - Sourd comme un pot! - La Courtoisie au Moyen Age - Ninette à la cour - La Pension bourgeoise - Dominique ou le Possédé (Vorlage für Johann Nestroys Höllenangst) | - Le Cachemire - Les Deux Hommes du Nord - Le Fils d’un agent de change - Le Fou de Péronne - La Mansarde des artistes - Les Manteaux - Michel et Christine - Le Retour, ou la suite de Michel et Christine - Napoléon à Berlin |

## Trivia
An Henri Meilhac, den Librettisten der Oper Carmen von Georges Bizet, schrieb Dupin folgende Zeilen nach der Premiere:
„Mann trifft Frau. Er findet sie schön. Das ist der erste Akt. Er liebt sie, sie liebt ihn. Das ist der zweite Akt. Sie liebt ihn nicht mehr. Das ist der dritte Akt. Er ermordet sie. Das ist der vierte! Und das nennen sie ein Schauspiel? Es ist ein Verbrechen, hören sie mich, ein Verbrechen!“